# Hirosaki
Hirosaki (弘前市, Hirosaki-shi) é uma cidade localizada no oeste da Prefeitura de Aomori, no Japão. Em 1 de dezembro de 2017, a cidade tinha uma população estimada em 174.171 habitantes, 71.823 residências, e uma densidade populacional de 330 pessoas por km². A cidade possui uma área total de 524.20 km²,
Hirosaki se desenvolveu como uma cidade-castelo pelos 100.000 koku do Domínio Hirosaki governado pelo clã Tsugaru. Atualmente, a Hirosaki é um centro comercial regional, e a maior produtora de maçãs do Japão. O governo da cidade tem promovido a frase "Hirosaki, a Cidade Colorida por Maçãs" e "Cidade Castelo, Sakura e Maçã" para promover a imagem da cidade. Hirosaki também é conhecida por ter um grande número de construções no estilo ocidental datadas da Era Meiji.

## História
A área ao redor de Hirosaki era parte dos domínios dos Fujiwara do Norte no Período Heian; Minamoto no Yoritomo premiou-a ao Clã Nanbu no início do Período Kamakura após a derrota dos Fujiwara do Norte (1189). Durante o Período Sengoku, um partidário dos Nambu, Ōura Tamenobu, declarou sua independência (1571) e confiscou os castelos locais. Ele prometeu fidelidade a Toyotomi Hideyoshi no Cerca de Odawara em 1590, e foi confirmada suas participações em receitas de 45.000 koku. Ele também mudou seu nome para "Tsugaru". Após se aliar com Tokugawa Ieyasu na Batalha de Sekigahara, ele foi re-confirmado em suas participações com uma quantia nominal de 47.000 koku e começou a construção de um castelo em Takaoka (atual Hirosaki). Isto marcou o início do Domínio Hirosaki sob o Xogunato Tokugawa. Seu sucessor, Tsugaru Nobuhira, concluiu o castelo em 1611, mas sua enorme donjon foi perdido após ser atingido por um raio em 1627. O valor do domínio subiu para 100.000 koku em 1628.
O clã Tsugaru ficou do lado da Aliança Satchō na Guerra Boshin da Restauração Meiji, e foi premiada pelo novo governo Meiji com um adicional de 10.000 koku. Entretanto, com a  abolição do sistema han em 29 de agosto de 1871, o Domínio Hirosaki foi abolido, e substituído pela Prefeitura de Hirosaki. A prefeitura foi renomeada para Prefeitura de Aomori em outubro do mesmo ano, e a capital prefeitural foi realocada para a mais centralmente localizada Aomori.
A Escola Elementar Chōyō foi fundada em 1 de outubro de 1873. A horticultura de maçãs foi introduzida em Hirosaki em 1877 e o 59° Banco Nacional, o predecessor do Banco de Aomori abriu em março de 1878. Hirosaki foi proclamada cidade em 1 de abril de 1889 com o estabelecimento do sistema moderno de municipalidades e assim se tornou uma das primeiras 30 cidades do Japão. Também foi a terceira maior cidade da região de Tōhoku atrás de Sendai e Morioka nesta época. A Linha Ōu conectava Hirosaki a Aomori em 1 de dezembro de 1894. Hirosaki se tornou  lar da 8ª Divisão do Exército Imperial japonês a partir de outubro de 1898. A divisão foi bastante ativa na Guerra Russo-Japonesa.
O Hospital da Cidade de Hirosaki foi fundado em 1901, e a Biblioteca Municipal de Hirosaki em 1906. O primeiro serviço de telefone começou em 1909. O primeiro Festival de Cerejeitas aconteceu em 1918. Em 1927, a Kōnan Railway passou a conectar Hirosaki com a Estação de Onoe. A Universidade de Hirosaki foi fundada em 1949.

## Geografia
Hirosaki está localizada no oeste da Prefeitura de Aomori, ao sul da Península de Tsugaru, ao sul do Monte Iwaki e vizinha a Prefeitura de Akita. O Monte Iwaki está dentro do território de Hirosaki, e o Rio Iwaki passa através da cidade.

### Cidades vizinhas
- Prefeitura de Aomori[8]
  - Tsugaru
  - Hirakawa
  - Distrito de Nakatsugaru – Nishimeya
  - Distrito de Minamitsugaru – Ōwani, Fujisaki, Inakadate
  - Distrito de Kitatsugaru – Itayanagi, Tsuruta
  - Distrito de Nishitsugaru – Ajigasawa
- Prefeitura de Akita
  - Ōdate

### Clima
Hirosaki possui um clima continental úmido frio (Köppen Dfa) caracterizado por um curtos verões amenos e longos invernos frios com queda de neve pesada. A temperatura média anual de Hirosaki é de 10.1 °C. A quantidade média anual de chuva é de 1357 mm com setembro sendo o mês mais úmido. As temperaturas são mais altas em agosto, com cerca de 23.7 °C, e são mais baixas em janeiro, com uma média de -2.3 °C.
| Dados climáticos para Hirosaki, Aomori (1981–2010) | Dados climáticos para Hirosaki, Aomori (1981–2010) | Dados climáticos para Hirosaki, Aomori (1981–2010) | Dados climáticos para Hirosaki, Aomori (1981–2010) | Dados climáticos para Hirosaki, Aomori (1981–2010) | Dados climáticos para Hirosaki, Aomori (1981–2010) | Dados climáticos para Hirosaki, Aomori (1981–2010) | Dados climáticos para Hirosaki, Aomori (1981–2010) | Dados climáticos para Hirosaki, Aomori (1981–2010) | Dados climáticos para Hirosaki, Aomori (1981–2010) | Dados climáticos para Hirosaki, Aomori (1981–2010) | Dados climáticos para Hirosaki, Aomori (1981–2010) | Dados climáticos para Hirosaki, Aomori (1981–2010) | Dados climáticos para Hirosaki, Aomori (1981–2010) |
| Mês                                                | Jan                                                | Fev                                                | Mar                                                | Abr                                                | Mai                                                | Jun                                                | Jul                                                | Ago                                                | Set                                                | Out                                                | Nov                                                | Dez                                                | Ano                                                |
| -------------------------------------------------- | -------------------------------------------------- | -------------------------------------------------- | -------------------------------------------------- | -------------------------------------------------- | -------------------------------------------------- | -------------------------------------------------- | -------------------------------------------------- | -------------------------------------------------- | -------------------------------------------------- | -------------------------------------------------- | -------------------------------------------------- | -------------------------------------------------- | -------------------------------------------------- |
| Média alta °C (°F)                                 | 1.5 (34.7)                                         | 2.2 (36)                                           | 6.3 (43.3)                                         | 14.5 (58.1)                                        | 19.8 (67.6)                                        | 23.5 (74.3)                                        | 26.9 (80.4)                                        | 28.9 (84)                                          | 24.5 (76.1)                                        | 18.2 (64.8)                                        | 11.0 (51.8)                                        | 4.5 (40.1)                                         | 15.2 (59.4)                                        |
| Média diária °C (°F)                               | −1.8 (28.8)                                        | −1.3 (29.7)                                        | 1.9 (35.4)                                         | 8.5 (47.3)                                         | 13.8 (56.8)                                        | 17.9 (64.2)                                        | 21.7 (71.1)                                        | 23.5 (74.3)                                        | 18.9 (66)                                          | 12.5 (54.5)                                        | 6.1 (43)                                           | 0.9 (33.6)                                         | 10.2 (50.4)                                        |
| Média baixa °C (°F)                                | −5 (23)                                            | −4.8 (23.4)                                        | −2.2 (28)                                          | 3.1 (37.6)                                         | 8.3 (46.9)                                         | 13.3 (55.9)                                        | 17.6 (63.7)                                        | 19.1 (66.4)                                        | 14.3 (57.7)                                        | 7.6 (45.7)                                         | 1.8 (35.2)                                         | −2.4 (27.7)                                        | 5.9 (42.6)                                         |
| Média precipitação mm (pol.)                       | 120.7 (4.752)                                      | 94.5 (3.72)                                        | 77.4 (3.047)                                       | 59.4 (2.339)                                       | 71.8 (2.827)                                       | 69.6 (2.74)                                        | 113.1 (4.453)                                      | 132.1 (5.201)                                      | 127.2 (5.008)                                      | 90.5 (3.563)                                       | 110.0 (4.331)                                      | 116.8 (4.598)                                      | 1 183,1 (46,579)                                   |
| Queda de neve média cm (pol.)                      | 248 (97.6)                                         | 208 (81.9)                                         | 131 (51.6)                                         | 11 (4.3)                                           | 0 (0)                                              | 0 (0)                                              | 0 (0)                                              | 0 (0)                                              | 0 (0)                                              | 0 (0)                                              | 20 (7.9)                                           | 142 (55.9)                                         | 760 (299.2)                                        |
| Média mensal horas de sol                          | 57.0                                               | 78.5                                               | 126.1                                              | 183.3                                              | 201.4                                              | 175.0                                              | 160.8                                              | 181.8                                              | 146.2                                              | 141.4                                              | 89.1                                               | 58.0                                               | 1 598,6                                            |
| Fonte: Agência Meteorológica do Japão              |                                                    |                                                    |                                                    |                                                    |                                                    |                                                    |                                                    |                                                    |                                                    |                                                    |                                                    |                                                    |                                                    |

## Demografia
De acordo com os últimos censos, a população de Hirosaki está diminuindo.
| Ano do Censo | População |
| ------------ | --------- |
| 1970         | 174 644   |
| 1980         | 192 291   |
| 1990         | 191 217   |
| 2000         | 193 297   |
| 2010         | 183 473   |
| 2015         | 177 411   |

## Emblema
Hirosaki usa um manji Budista (com aparência similar a uma suástica) como emblema oficial. Ele vem do emblema na bandeira do clã Tsugaru, os senhores do Domínio Hirosaki durante o Período Edo.

## Governo
Hirosaki possui um prefeito eleito diretamente e uma câmara municipal de 28 membros. A cidade, junto com a vila vizinha de Nishimeya, contribui com seis membros para a Assembleia Prefeitural de Aomori.

## Educação

### Faculdades e universidades
- Universidade de Hirosaki[13]
- Faculdade Feminina Tohoku
- Universidade Hirosaki Gakuin
- Universidade de Saúde e Bem-estar de Hirosaki[14]
- Junior College Feminino de Tohoku
- Junior College de Saúde e Bem-estar de Hirosaki

### Educação primária e secundária
Hirosaki possui 51 escolas de ensino fundamental (36 shōgakkō e 15 chūgakkō) operadas pelo governo da cidade. Há uma shōgakkō e uma chūgakkō pública nacional, uma combinada shōgakkō / chūgakkō privada, e uma chūgakkō privada. A cidade também possui seis escolas de ensino médio (kōtōgakkō) operadas pela Prefeitua de Aomori.

## Transportes

### Ferrovias
- East Japan Railway Company - Linha Principal Ōu[16]
  - Estação de Ishikawa, Estação de Hirosaki, Estação de Naijōshi
- Kōnan Railway Company - Linha Kōnan[17]
  - Hirosaki, Hirosaki-Higashikōmae, Undōkōenmae, Nisato,
- Kōnan Railway Company - Linha Ōwani[17]
  - Chūō-Hirosaki, Hirokōshita, Hirosaki Gakuindai-mae,Seiaichūkō-mae, Chitose, Koguriyama, Matsukitai, Tsugaru-Ōsawa, Gijukukōkōmae, Ishikawa, Ishikawa-Poolmae

### Rodovias
- Rodovia Tōhoku[18]
- Rota Nacional do Japão 7[18]
- Rota Nacional do Japão 102[18]

## Pessoas ilustres
- Mitsuyo Maeda - Pioneiro do Judô no Brasil e patriarca do Jiu-jítsu brasileiro[19]